# Erik Vrang
Erik Pärson Vrang, född 20 januari 1870 i Järnboås församling, Örebro län, död 20 februari 1958 i Falköpings stadsförsamling, Skaraborgs län, var en svensk journalist och riksdagspolitiker. Han var bland annat chefredaktör för Falköpings Tidning. År 1902–1912 var han sekreterare i stadsfullmäktige i Falköping.
Vrang var ledamot av Riksdagens första kammare 1922–1927 och tillhörde Högerpartiet.